# 包魯巨龍屬
包魯巨龍屬（學名：Baurutitan）是種蜥腳下目恐龍，生存於白堊紀末期。包魯巨龍屬於泰坦巨龍類，是種植食性恐龍，身長約12公尺。化石發現於今日的巴西米納斯吉拉斯州，僅發現獨特的尾椎。
模式種是布氏包魯巨龍（Baurutitan britoi），是在2005年所命名。